# Stibor zo Stiboríc a Beckova

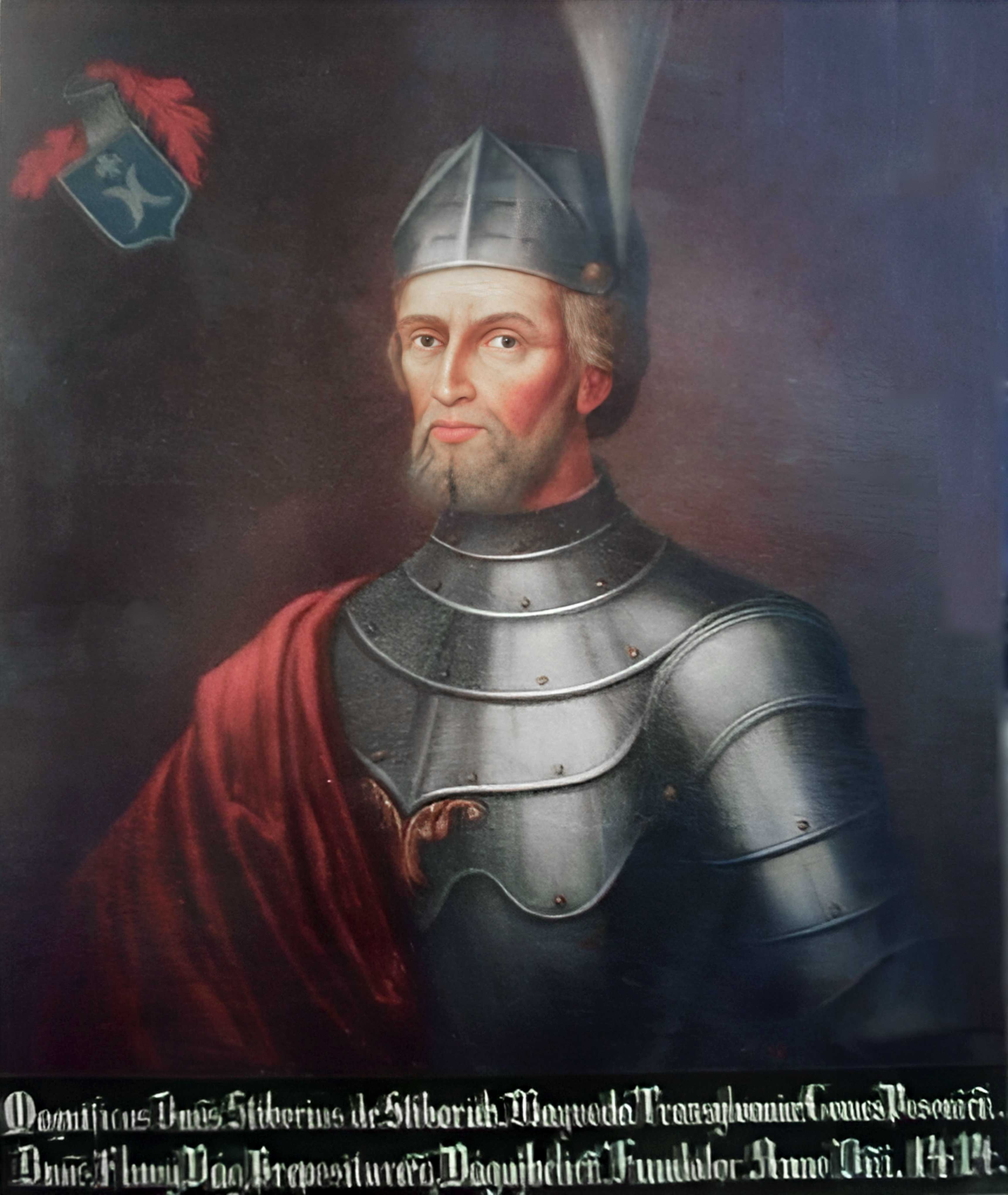
Stibor von Stiborice und Beckov; Bild eines unbekannten Künstlers

Wappen von Stibor zo Stiboríc a Beckova

Stibor von Stiborice der Ältere (poln. Ścibor ze Ściborzyc herbu Ostoja, slow. Stibor zo Stiboríc a Beckova, auch. Ctibor von Stiboric I., ung. Stiborici Stibor) (* um 1347/1348; † 1414) war ein aus Kujawien stammender polnischer Adeliger, der im späten 14. und frühen 15. Jahrhundert innerhalb der ungarischen Krone, insbesondere auf dem Gebiet der heutigen Slowakei, große Ländereien vereinigen konnte. Er wurde aufgrund seiner zahlreichen Besitzungen (z. B. Burg Beckov) oftmals auch als „kleiner slowakischer König“ bezeichnet.

## Leben
Stibor wurde von König Ludwig I. (Ungarn) in das Königreich Ungarn eingeladen. Da er sich in den Thronkämpfen nach dem Tod dieses Königs auf die Seite des Sigismund von Luxemburg stellte, wurde er von diesem ab 1388 mit großen Besitztümern und hohen Ämtern belohnt. So war er beispielsweise der Gespan des Komitats Pressburg, später auch der Komitate Trenčín, Nitra und Banská Bystrica. Etwa zwanzig Jahre nach seinem Erscheinen im Königreich Ungarn gehörte Stibor nahezu die gesamte westliche Hälfte der heutigen Slowakei und er bezeichnete sich selbst als „Herr des ganzen Waag-Gebiets“. Des Weiteren führte er zeitweise auch den Titel Herzog von Siebenbürgen und wird oftmals als ein Mitglied des Drachenordens genannt.
Er war auch Heerführer König Sigismunds im Kreuzzug gegen die Türken, der am 28. September 1396 mit der verheerenden Niederlage der Kreuzfahrer in der Schlacht von Nikopolis endete.
Stibors Sohn gleichen Namens, Stibor zo Stiboríc II., bekämpfte für Kaiser Sigismund vor allem die Hussiten in der heutigen Slowakei. Stibor II. hatte allerdings keinen Sohn, sodass sein Geschlecht nach seinem Tod (1434) ausstarb und seine Besitztümer an die ungarische Krone zurückfielen.